# Thomas Dennerby
Thomas Dennerby (* 13. August 1959 in Enskede) ist ein ehemaliger schwedischer Fußballspieler, der mittlerweile als Trainer tätig ist.

## Werdegang
1977 debütierte Dennerby für Hammarby IF. Für den Verein spielte er bis 1985, ehe er seine Karriere zwei Jahre lang bei Spårvägens FF ausklingen ließ. Dennerby war Jugendnationalspieler und bestritt sieben Spiele für die schwedische U21-Auswahl.
Nach Ende seiner aktiven Laufbahn wechselte Dennerby auf die Trainerbank. Er betreute neben Värtans IK seine ehemaligen Vereine Spårvägens FF und Hammarby IF, wo er sowohl die Herren- als auch die Damenmannschaft trainierte. 2003 übernahm er Djurgårdens IF/Älvsjö AB. Mit dem Klub wurde er zweimal schwedischer Meister und holte einmal den Pokal. Ab Januar 2005 war er zunächst Assistenztrainer der schwedischen Frauennationalmannschaft, im Juli des Sommers wurde er als Nachfolger von Marika Domanski Lyfors zum Cheftrainer befördert. Am 22. August 2012 gab Dennerby bekannt, das er seine Tätigkeit als Nationaltrainer der Frauennationalmannschaft am 15. September 2012 beenden wird.
Im Sommer 2013 übernahm Dennerby als Nachfolger von Gregg Berhalter das Traineramt bei seinem ehemaligen Klub, dem seinerzeit zweitklassig antretenden Hammarby IF. Zum Ende der Spielzeit 2013 führte er die Mannschaft auf den fünften Tabellenplatz. Anschließend verließ er den Verein wieder, um sich seiner hauptberuflichen Arbeit bei der Gemeinde Tyresö zu widmen.
Von Februar 2018 bis Oktober 2019 war er Trainer der nigerianischen Fußballnationalmannschaft der Frauen.
Im November 2019 wurde er Trainer der indischen U-17-Mannschaft der Juniorinnen um diese auf die U-17-Fußball-Weltmeisterschaft der Frauen 2021 vorzubereiten, die ursprünglich im November 2020 in Indien stattfinden sollte, wegen der COVID-19-Pandemie aber zunächst vom 17. Februar bis 7. März 2021 stattfinden sollte und dann abgesagt wurde.